# André (futebolista, 2001)
André Trindade da Costa Neto, mais conhecido como André (Ibirataia, 11 de julho de 2001), é um futebolista brasileiro que atua como volante. Joga pelo Wolverhampton.

## Carreira

### Início
Natural do pequeno distrito de Algodão, no município de Ibirataia, André começou na escolinha de futebol Futuro Certo. Aos dez anos, surgiu a chance participar de uma peneira do Bahia na cidade vizinha, na qual foi bem e recebeu uma chance para ir à Salvador para fazer testes na base do clube. Como tinha parentes na capital baiana, sua ida ficou mais fácil. André passou de primeira e entrou na base do clube, ficando por dois anos no clube baiano, onde era atacante e fazia muitos gols. Até que no ano de 2013, André disputou um campeonato em Bom Jesus da Lapa, onde foi artilheiro com sete gols em oito partidas e atraiu a atenção de olheiros do Fluminense que estavam presentes e acabaram levando-o para a base do tricolor no Rio de Janeiro.

### Fluminense
No seu início em Xerém, André teve dificuldades em se adaptar no começo, não conseguiu se firmar nos primeiros anos e quase não jogou em seu primeiro ano. Com a troca de treinador em 2014, André virou meia e foi sendo recuado de posição no meio de campo, até que em no ano seguinte firmou-se como titular e tornou-se capitão do time chamado de "Geração de Ouro" do clube durante 2015 e 2016. Fez parte também do elenco campeão do Carioca Sub-17 e vice-campeão da Taça BH e da Copa do Brasil em 2018.

#### 2020
Em 2020, chegou ao terceiro ano como capitão das categorias de base da equipe e integrou o elenco da Copa São Paulo de Futebol Júnior.  Em fevereiro, foi integrado ao Sub-23 e renovou seu contrato 2023 (o anterior ia até 2021) com multa de 40 milhões de euros (190 milhões de reais na época).
Fez sua estreia no segundo amistoso da Taça Gérson e Didi disputado contra o Botafogo que terminou em 1–1, entrando no lugar de Dodi no segundo tempo aos 42 minutos. Mas sua estreia em jogo oficial foi em 17 de setembro de 2020, na vitória de 1–0 sobre o Atlético Goianiense no jogo de ida das quartas de final da Copa do Brasil.

#### 2021
No início da temporada, André teve oportunidade como titular nas primeiras rodadas do Carioca, sendo que em duas o técnico ainda era Ailton. No decorrer da temporada porém, acabou sendo preterido pelo recém-chegado Wellington, além de haver disputa com jogadores como Hudson e Yago Felipe, e jogadores da base, como Metinho.
Seguidamente, acabou não tendo espaço também com o técnico seguinte Roger Machado, chegando a voltar para o Sub-20 e o Sub-23 e a ser especulado no rival Botafogo e o clube alagoano CRB. Porém com a lesão grave de Hudson em maio, acabou sendo reintegrado emergencialmente. André fez seu primeiro gol pelo Flu e como profissional na vitória por 1–0 sobre o Flamengo em um Fla-Flu da 9ª rodada do Campeonato Brasileiro em 4 de julho, entrando no segundo e definindo o jogo. Na derrota por 4–2 para o Internacional na 16ª rodada do Campeonato Brasileiro, deu uma assistência para Yago Felipe fazer o primeiro gol do tricolor no jogo.
Com a chegada de Marcão, André firmou-se definitivamente como titular principalmente com a mudança para o esquema com três volantes. Como consequência de sua firmação, prorrogou seu contrato com o tricolor até o fim de 2024 no dia 4 de outubro. Também foi eleito a revelação do Campeonato Brasileiro. Terminou a temporada com 36 partidas disputadas (sendo 26 pelo Brasileirão), um gol e uma assistência.

#### 2022
Completou 50 partidas pelo clube em 30 de janeiro, na vitória 1–0 sobre o Madureira na 2ª rodada do Carioca. Fez o gol da vitória por 1–0 sobre o Nova Iguaçu na 7ª rodada do Campeonato Carioca. Participou da campanha campeã carioca do tricolor, batendo o Flamengo no agregado por 3–1 (2–0 na ida e 1–1) e acabando com um jejum de 10 anos sem títulos.
Com 80 partidas disputadas pelo tricolor, em 21 de junho ampliou seu contrato novamente, até 2025. Em 17 de julho, fez um dos gols no empate de 2–2 com o São Paulo na 17ª rodada. Em setembro, seus números foram comparados com outros dois volantes de destaque da temporada, João Gomes (Flamengo) e Danilo (Palmeiras). Nos sete quesitos apresentados, André ganhava em cinco: bolas recuperadas, acerto no passe, acerto no passe longo, acerto no drible e duelos ganhos.
Em outubro, era segundo dados do portal Sofascore, o jogador com o maior número de bolas roubadas no Campeonato Brasileiro com mais de 200, sendo também o volante que mais acertava passes curtos com 92% e também nos passes longos com 78%. Também se destacava com 73% de acerto nos dribles. Completou 100 jogos com a camisa do Fluminense em 1 de outubro, na derrota por 2–0 para Atlético Mineiro na 30ª rodada.
Pela excelente temporada, André foi eleito para Seleção do Campeonato Brasileiro, Seleção da Bola de Prata da ESPN e para Seleção do Troféu Mesa Redonda. Também recebeu uma menção na seleção feita pela bancada do programa Seleção SporTV da SporTV. Atuou ao todo em 60 partidas, fez dois gols e deu duas assistências, além de ser líder de passes, interceptações e desarmes do Campeonato Brasileiro segundo o Footstats.

#### 2023
Em 5 de abril, figurou na 11ª posição do ranking elaborado pela CIES dos 100 jogadores mais caros do mundo Sub-23, excluindo atletas das cinco grandes ligas. Em 24 de agosto de 2023, André foi um dos destaques do Fluminense na vitória por 2 a 0 sobre o Olimpia por 2 a 0, pelas quartas de final da Libertadores, no qual celebrou seu jogo 150 pelo Tricolor. De quebra, fez o gol que abriu o placar. Na final da Libertadores, André teve mais uma atuação impecável. Ele foi fundamental na parte defensiva e ofensivamente essencial para iniciar as jogadas do Fluminense que saiu Campeão contra o Boca Juniors.

#### 2024
Em fevereiro de 2024, conquistou a Recopa Sul-Americana, seu quarto título oficial pelo clube.

### Wolverhampton
Em agosto de 2024, após 4 anos no profissional do clube, tendo conquistado quatro títulos, incluindo uma Libertadores e se sagrando ídolo do Fluminense, o jogador foi vendido ao Wolverhampton da Inglaterra por 22 milhões de euros (cerca de R$ 135,5 milhões), com mais 3 milhões de euros (R$ 18,5 milhões) de metas a serem atingidas.
Com pouco mais de 24 horas após o anúncio oficial, o volante André fez sua estreia pelo Wolverhampton, no estádio City Ground no empate por 1-1 diante do Nottingham Forest, em partida válida pela terceira rodada da Premier League. André entrou em campo aos 41 minutos do segundo tempo, substituindo o atacante norueguês Larsen, vestindo a camisa 7, mesma numeração usada no Tricolor. No dia 15/09, ao enfrentar o Newcastle pela Premier League, André quebrou recorde tendo completado os 40 passes e 05 lançamentos longos que tentou, algo inédito na Premier League.

## Seleção Brasileira

### Sub-20
Em novembro de 2019, foi um dos convocados por André Jardine para um triangular com Peru e Colômbia entre 25 de novembro e 4 de dezembro. Essa foi sua segunda convocação na categoria.

### Principal
Em novembro, foi um dos selecionados por Tite na pré-lista de 55 nomes para a Copa do Mundo de 2022.
A Seleção Brasileira foi convocada pela primeira vez desde o Mundial de 2022, em 3 de março de 2023, pelo técnico interino Ramon Menezes, para o amistoso contra o Marrocos. André foi um dos selecionados, sendo essa sua primeira convocação. Em 28 de maio, André foi novamente convocado, para os amistosos contra Guiné e Senegal nos 17 e 20 de junho, respectivamente. Fez sua estreia pela seleção na derrota contra Senegal por 4–2, entrando aos 28 minutos do 2.º tempo no lugar de Lucas Paquetá e disputando 24 minutos.
|    | Data                   | Local                  | Resultado | Adversário | Gols | Competição              |
| -- | ---------------------- | ---------------------- | --------- | ---------- | ---- | ----------------------- |
| 1. | 20 de junho de 2023    | Lisboa, Portugal       | 2–4       | Senegal    | -    | Partida amistosa        |
| 2. | 12 de outubro de 2023  | Cuiabá, Brasil         | 1–1       | Venezuela  | -    | Eliminatórias Copa 2026 |
| 3. | 16 de novembro de 2023 | Barranquilla, Colômbia | 2–1       | Colômbia   | -    | Eliminatórias Copa 2026 |
| 4. | 21 de novembro de 2023 | Rio de Janeiro, Brasil | 0–1       | Argentina  | -    | Eliminatórias Copa 2026 |
| 5. | 26 de março de 2024    | Madrid, Espanha        | 3–3       | Espanha    | -    | Partida amistosa        |
| 6. | 6 de setembro de 2024  | Curitiba, Brasil       | 1–0       | Equador    | -    | Eliminatórias Copa 2026 |

## Estatísticas
Atualizadas até 24 de agosto de 2024.
Clubes
| Equipe            | Temporada         | Campeonato nacional | Campeonato nacional | Campeonato nacional | Copa nacional[a] | Copa nacional[a] | Copa nacional[a] | Competições continentais[b] | Competições continentais[b] | Competições continentais[b] | Outros torneios[c] | Outros torneios[c] | Outros torneios[c] | Total | Total | Total   |
| Equipe            | Temporada         | Jogos               | Gols                | Assist.             | Jogos            | Gols             | Assist.          | Jogos                       | Gols                        | Assist.                     | Jogos              | Gols               | Assist.            | Jogos | Gols  | Assist. |
| ----------------- | ----------------- | ------------------- | ------------------- | ------------------- | ---------------- | ---------------- | ---------------- | --------------------------- | --------------------------- | --------------------------- | ------------------ | ------------------ | ------------------ | ----- | ----- | ------- |
| Fluminense        | 2020              | 10                  | 0                   | 0                   | 1                | 0                | 0                | —                           | —                           | —                           | 0                  | 0                  | 0                  | 11    | 0     | 0       |
| Fluminense        | 2021              | 26                  | 1                   | 1                   | 2                | 0                | 0                | 4                           | 0                           | 0                           | 4                  | 0                  | 0                  | 36    | 1     | 1       |
| Fluminense        | 2022              | 34                  | 1                   | 1                   | 7                | 0                | 0                | 9                           | 1                           | 0                           | 11                 | 0                  | 1                  | 61    | 2     | 2       |
| Fluminense        | 2023              | 31                  | 0                   | 0                   | 4                | 0                | 0                | 13                          | 1                           | 0                           | 14                 | 0                  | 0                  | 62    | 1     | 0       |
| Fluminense        | 2024              | 12                  | 0                   | 1                   | 1                | 0                | 0                | 7                           | 0                           | 0                           | 7                  | 0                  | 0                  | 27    | 0     | 1       |
| Fluminense        | Total             | 113                 | 1                   | 3                   | 15               | 1                | 0                | 33                          | 1                           | 0                           | 36                 | 0                  | 0                  | 197   | 4     | 4       |
| Wolverhampton     | 2024–25           | 33                  | 0                   | 0                   | 3                | 0                | 0                | —                           | —                           | —                           | —                  | —                  | —                  | 36    | 0     | 0       |
| Wolverhampton     | Total             | 33                  | 0                   | 0                   | 3                | 0                | 0                | —                           | —                           | —                           | —                  | —                  | —                  | 36    | 0     | 0       |
| Total na carreira | Total na carreira | 146                 | 1                   | 3                   | 18               | 1                | 0                | 33                          | 1                           | 0                           | 36                 | 0                  | 0                  | 233   | 4     | 4       |

- a. ^ Jogos da Copa do Brasil
- b. ^ Jogos da Copa Libertadores e Copa Sul-Americana
- c. ^ Jogos do Campeonato Carioca e Taça Gérson e Didi

## Títulos
Fluminense
- Taça Guanabara: 2022 e 2023
- Campeonato Carioca: 2022, 2023
- Copa Libertadores da América: 2023
- Recopa Sul-Americana: 2024

### Prêmios individuais
- Revelação do Campeonato Brasileiro de 2021
- Seleção do Campeonato Brasileiro de 2022
- Bola de Prata de 2022
- Troféu Mesa Redonda de 2022
- Seleção do Campeonato Carioca: 2023
- Seleção da Copa Libertadores da América: 2023[44]
- Equipe Ideal da América (El País): 2023